# Björkskär (Vårdö, Åland)
Björkskär är en ö på Åland (Finland). Den ligger i Skärgårdshavet och i kommunen Vårdö i landskapet Åland, i den sydvästra delen av landet. Ön ligger omkring 43 kilometer nordöst om Mariehamn och omkring 240 kilometer väster om Helsingfors.
Björkskär har Hallskär i norr, Gräsören i öster, Långrasket i söder och Bildhäran i väster.
Ön sträcker sig 600 meter i nord-sydlig riktning och 400 meter i öst-västlig riktning.
Öns area är 10,6 hektar och dess största längd är 470 meter i nord-sydlig riktning.
Terrängen på Björkskär är platt och består av klipphällar med gräs, ljung och en i skrevorna. I de inre delarna växer några buskar och låga träd. På Björkskär finns ett litet skjul.